# Quilen
Quilen – miejscowość i gmina we Francji, w regionie Hauts-de-France, w departamencie Pas-de-Calais.
Według danych na rok 1990 gminę zamieszkiwały 62 osoby, a gęstość zaludnienia wynosiła 15 osób/km² (wśród 1549 gmin regionu Nord-Pas-de-Calais Quilen plasuje się na 1119. miejscu pod względem liczby ludności, natomiast pod względem powierzchni na miejscu 755.).